# Estación Embarcadero
Estación Embarcadero es una estación en las líneas Dublin/Pleasanton–Daly City, Pittsburg/Bay Point–SFO/Millbrae, Fremont–Daly City y Richmond–Millbrae del BART, administrada por la Distrito de Transporte Rápido del Área de la Bahía y del Ferrocarril Municipal de San Francisco (MUNI). La estación se encuentra localizada en 298 Market Street en el Distrito Financiero, San Francisco, CA. La estación Estación Embarcadero fue inaugurada el sistema del BART el 27 de mayo de 1976 y en noviembre de 1982 para el Ferrocarril Municipal de San Francisco.

## Descripción
La estación Estación Embarcadero cuenta con 2 plataformas centrales y 4 vías. 

## Conexiones
La estación es abastecida por las siguientes conexiones de autobuses: 
- Rutas del MUNI 
      F Market & Wharves California Street Cable Car